# Benelli (výrobce motocyklů)
Benelli je italská firma zabývající se výrobou motocyklů. Byla založena členy rodiny Benelli v roce 1911 v italském městě Pesaro. Původně se zabývala jen opravami jízdních kol a motocyklů a výrobou náhradních dílů k nim, první kompletní motor, jednoválec 75 cm³, vyrobila v roce 1920.
První motocykl o obsahu 98 cm³ vyrobila firma v roce 1921. V roce 1923 byl vyroben závodní motocykl Benelli Tonino.
Koncem šedesátých let došlo ke krizi z důvodu nástupu japonských výrobců motocyklů s víceválcovými motory.
V roce 1973 získal firmu Benelli spolu s konkurenčním výrobcem Moto Guzzi argentinský podnikatel Alejandro de Tomaso a byl zahájen vývoj nových víceválcových modelů jako Benelli 350 Quattro a 500 Quattro a také šestiválec Benelli 750 Sei. Moderní motocykly měly však technické problémy, v roce 1980 byla výroba ukončena a v roce 1988 byly výrobní závody v Pesaru prodány.
V roce 1995 obnovil značku Andrea Merloni. Firma vyráběla modely Benelli Tornado Tre 900 Super Sport a v roce 2002 zahájila výrobu modelu TNT. Firma je součástí čínské skupiny Qianjiang, která sídlí ve Wenling v jihovýchodní Číně.

## Galerie

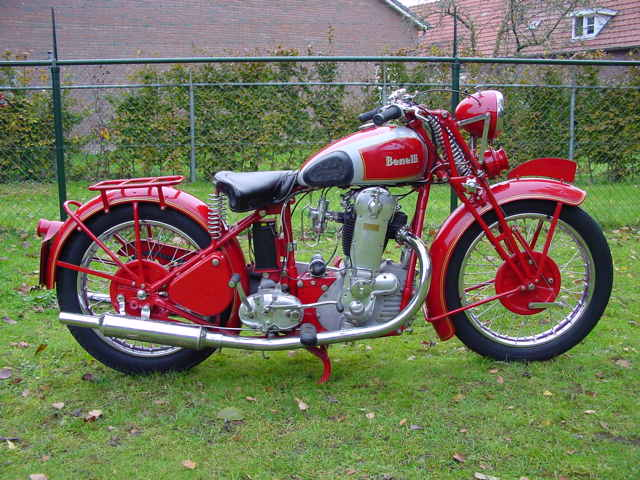
Benelli 4 TN 500 ccm (1935)
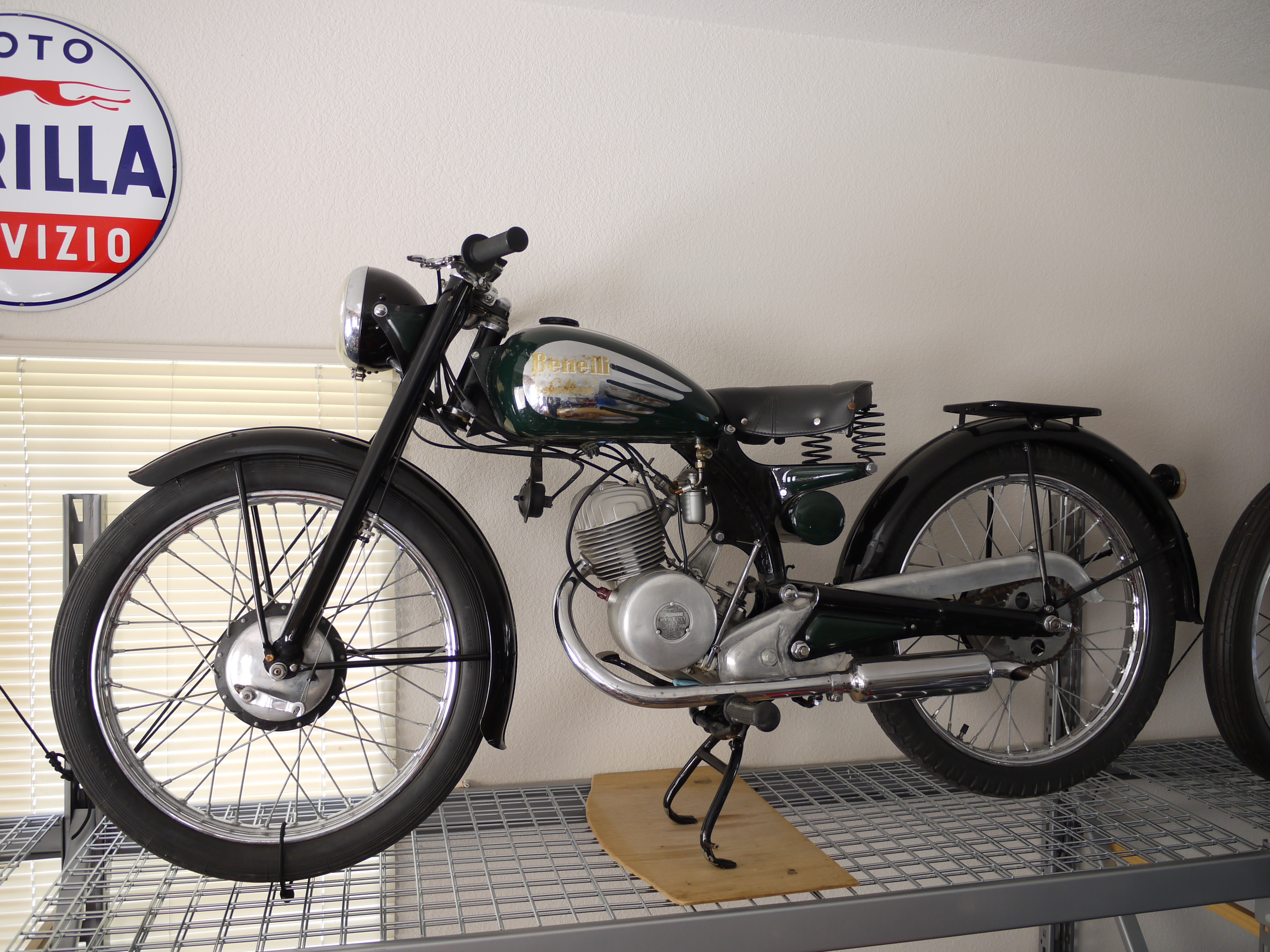
Benelli Letizia 98 ccm (1952)
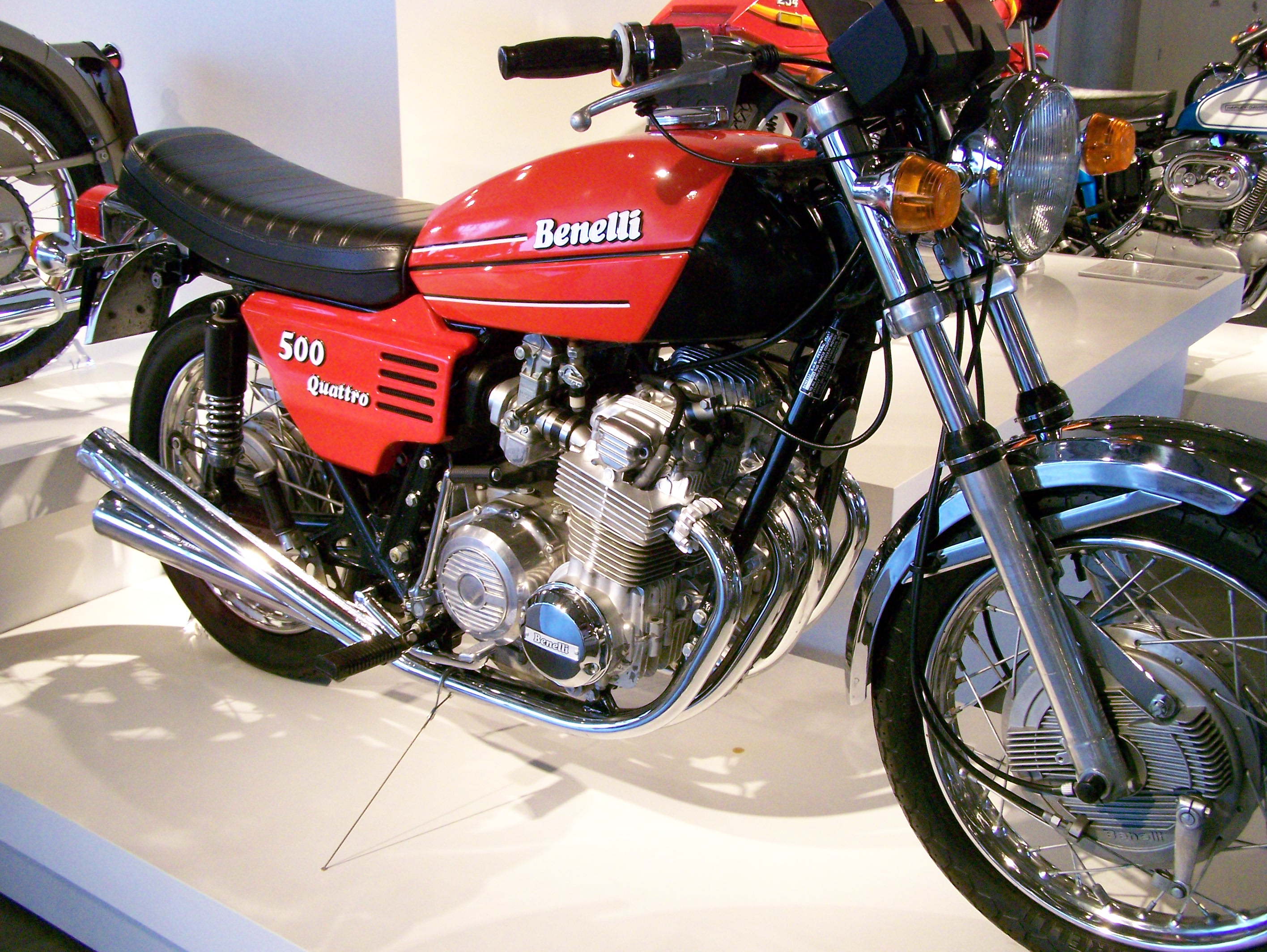
Benelli 500 Quattro
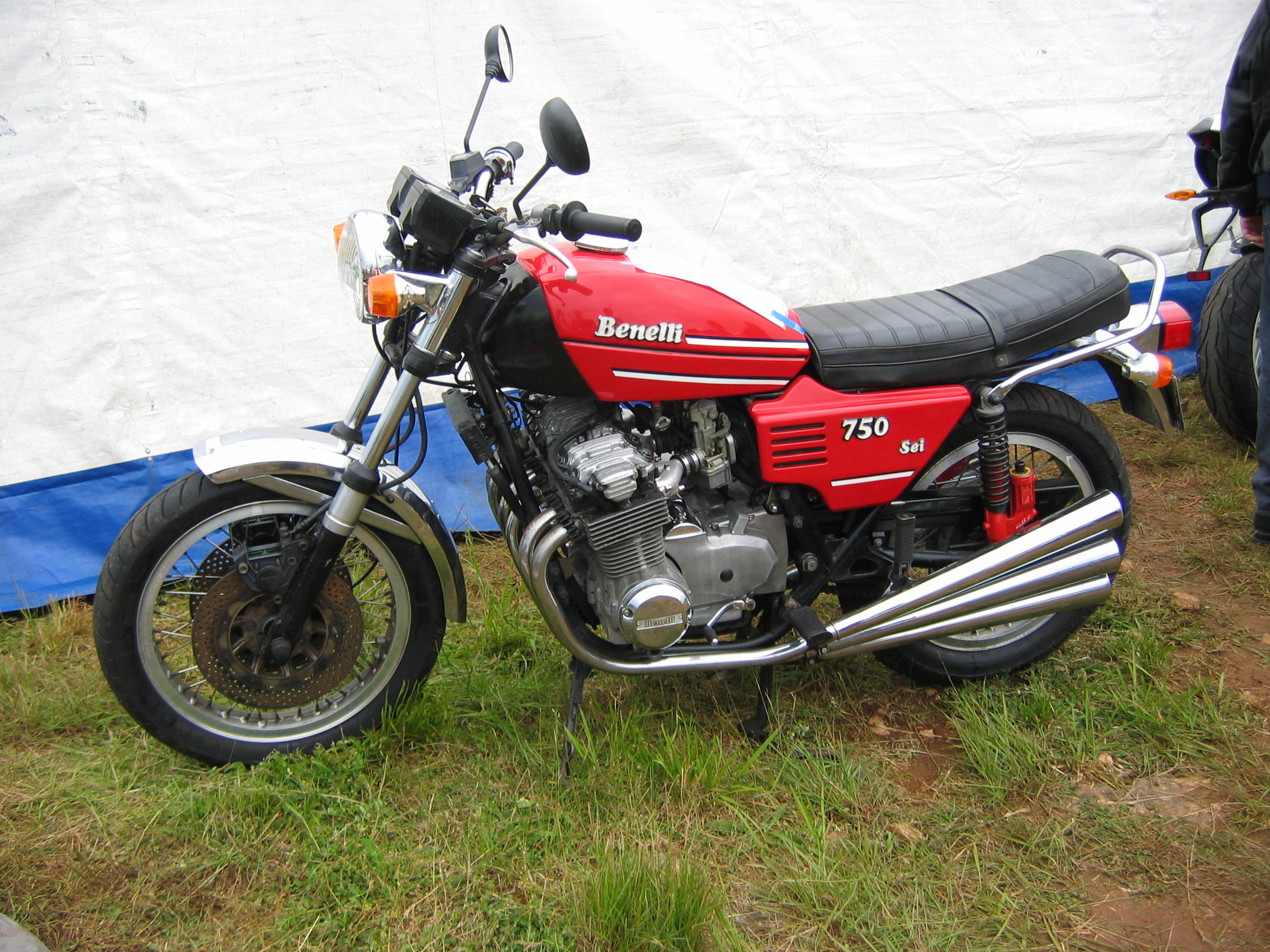
Benelli 750 Sei
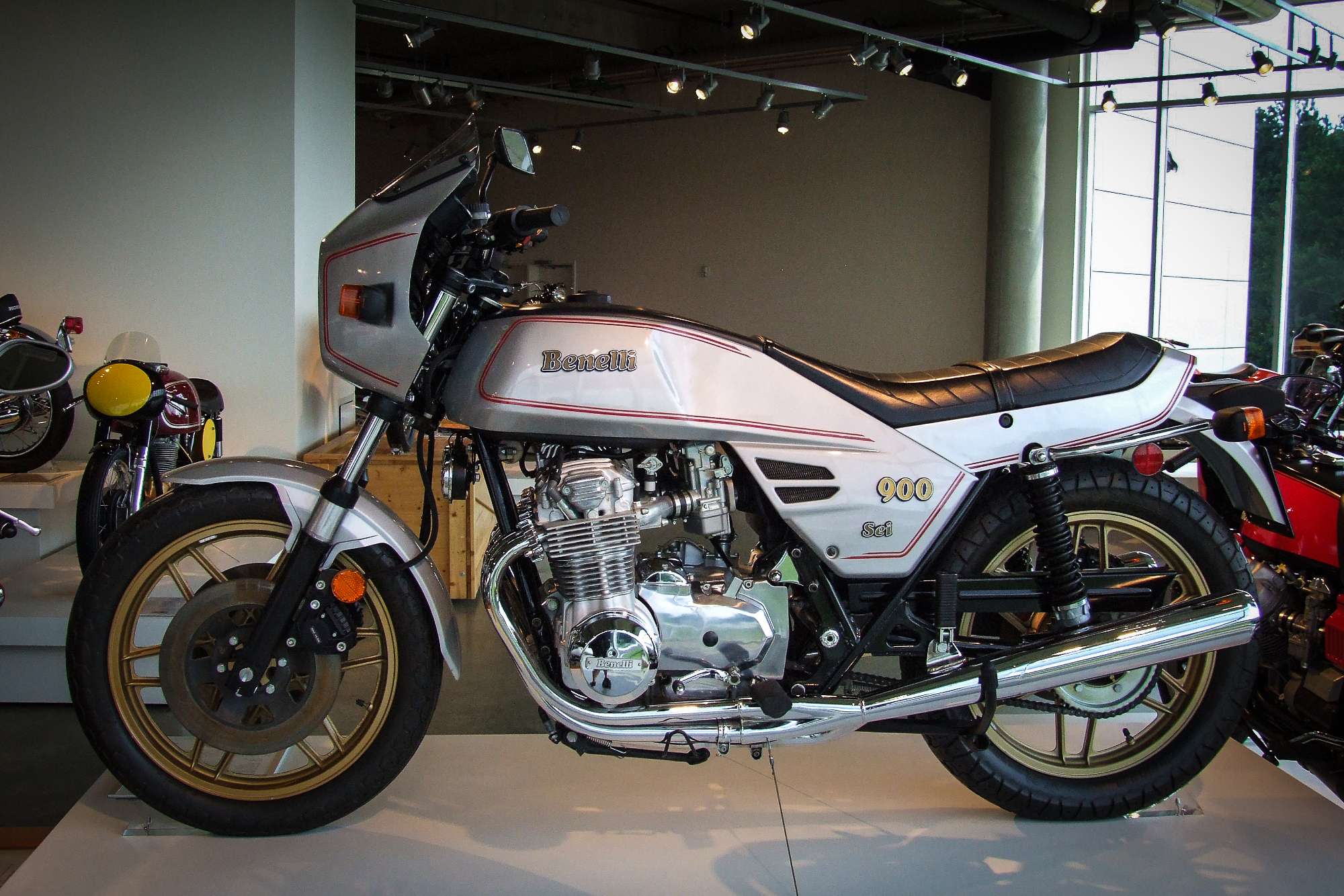
Benelli 900 Sei (1983)
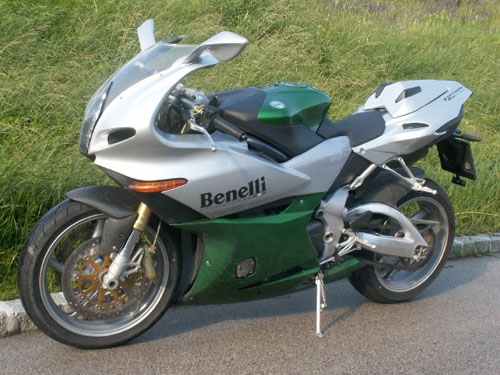
Benelli Tornado (2003)
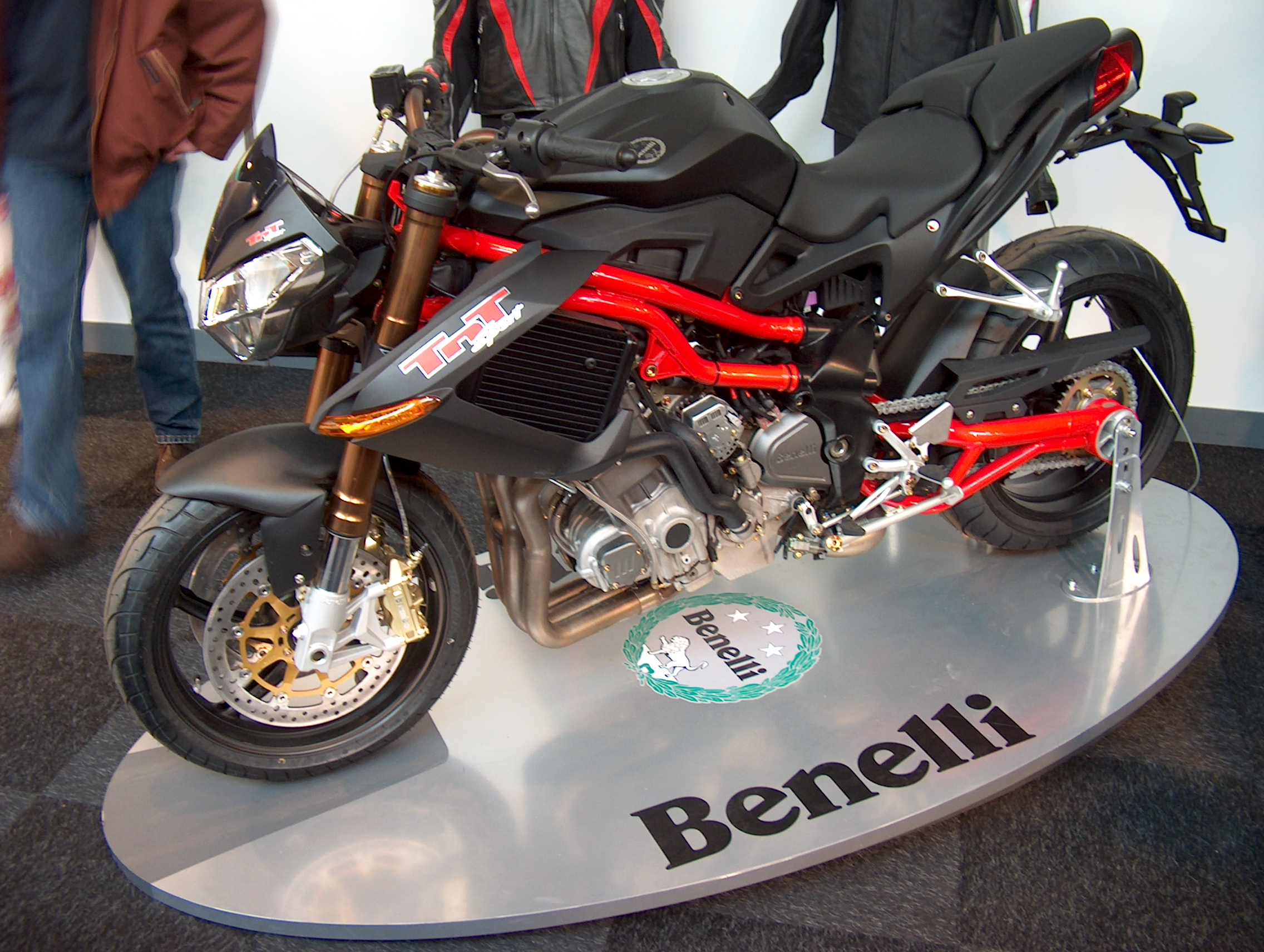
Benelli TNT 1130 (2005)
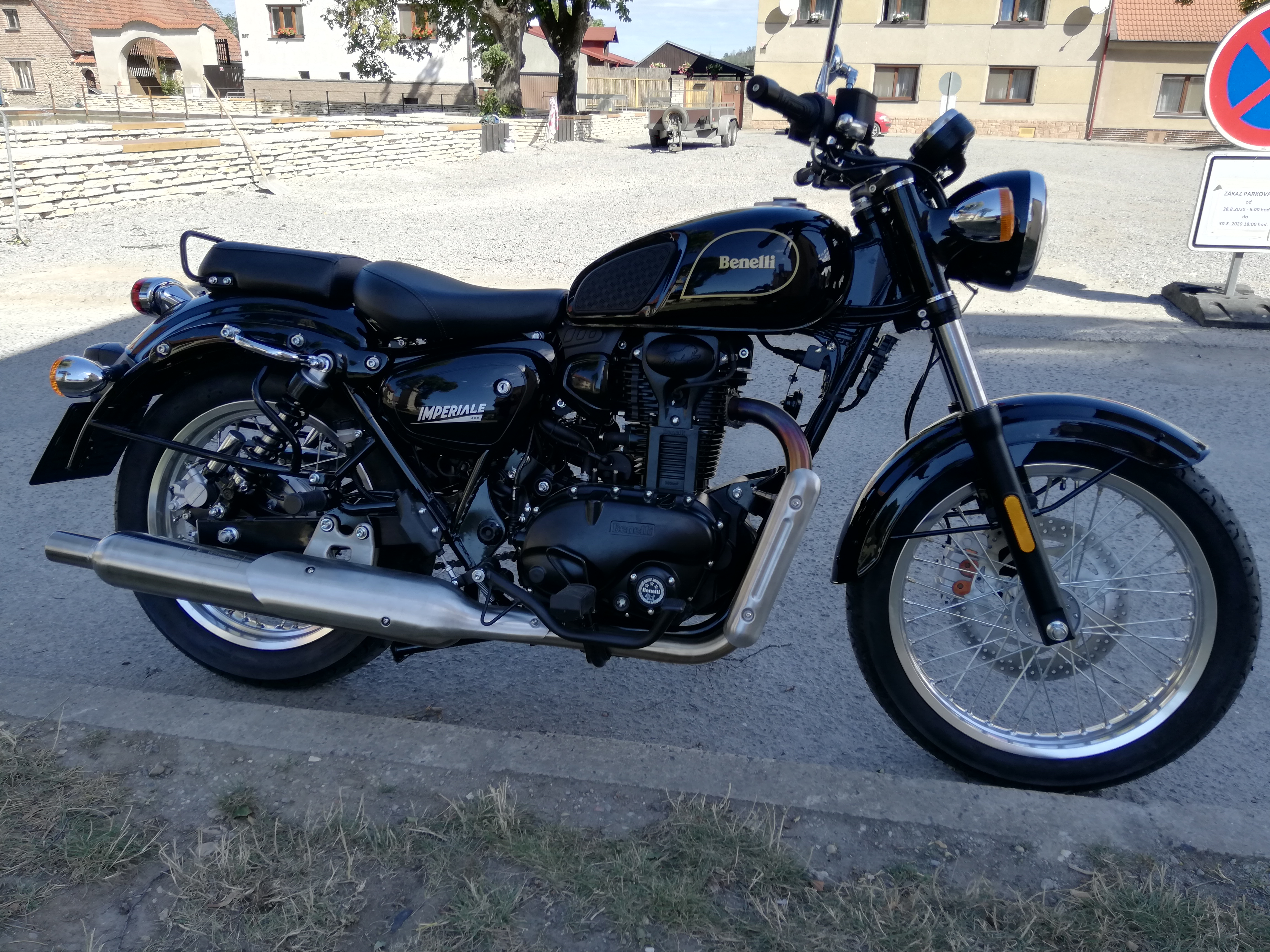
Benelli Imperiale 400 (2020)